# Bundestagswahlkreis Minden-Lübbecke I
Der Bundestagswahlkreis Minden-Lübbecke I (Wahlkreis 133; bis zur Bundestagswahl 2021 Wahlkreis 134) liegt in Nordrhein-Westfalen und umfasst den Kreis Minden-Lübbecke ohne die Stadt Bad Oeynhausen. Nachdem der Wahlkreis seit 1949 bei allen Wahlen von der SPD gewonnen wurde, siegte bei der Bundestagswahl 2009 erstmals der Direktkandidat der CDU, der dieses Ergebnis 2013 bei der Bundestagswahl 2013 wiederholte.

## Wahlkreisgeschichte
| Wahl      | Wahlkreisname          | Gebiet                                                                                |
| --------- | ---------------------- | ------------------------------------------------------------------------------------- |
| 1949      | 51 Minden – Lübbecke   | Kreis Minden, Kreis Lübbecke                                                          |
| 1953–1961 | 110 Minden – Lübbecke  | Kreis Minden, Kreis Lübbecke                                                          |
| 1965–1972 | 108 Minden             | Kreis Minden, Kreis Lübbecke                                                          |
| 1976      | 108 Minden             | Kreis Minden-Lübbecke                                                                 |
| 1980–1994 | 104 Minden-Lübbecke    | Kreis Minden-Lübbecke                                                                 |
| 1998      | 104 Minden-Lübbecke II | Kreis Minden-Lübbecke ohne die Ortsteile Bad Oeynhausen-Lohe und Bad Oeynhausen-Rehme |
| 2002–2009 | 135 Minden-Lübbecke I  | Kreis Minden-Lübbecke ohne die Stadt Bad Oeynhausen                                   |
| 2013–2021 | 134 Minden-Lübbecke I  | Kreis Minden-Lübbecke ohne die Stadt Bad Oeynhausen                                   |
| 2025–     | 133 Minden-Lübbecke I  | Kreis Minden-Lübbecke ohne die Stadt Bad Oeynhausen                                   |

## Wahlkreisabgeordnete
| Wahl | Abgeordneter | Abgeordneter         | Partei | Stimmen in % |
| ---- | ------------ | -------------------- | ------ | ------------ |
| 1949 |              | Paul Bleiß           | SPD    | 41,8         |
| 1953 | 40,4         | Paul Bleiß           | SPD    |              |
| 1957 | 41,7         | Paul Bleiß           | SPD    |              |
| 1961 | 44,0         | Paul Bleiß           | SPD    |              |
| 1965 |              | Friedrich Schonhofen | SPD    | 45,9         |
| 1969 | 48,3         | Friedrich Schonhofen | SPD    |              |
| 1972 | 52,8         | Friedrich Schonhofen | SPD    |              |
| 1976 |              | Lothar Ibrügger      | SPD    | 49,7         |
| 1980 | 51,4         | Lothar Ibrügger      | SPD    |              |
| 1983 | 46,7         | Lothar Ibrügger      | SPD    |              |
| 1987 | 50,1         | Lothar Ibrügger      | SPD    |              |
| 1990 | 46,9         | Lothar Ibrügger      | SPD    |              |
| 1994 | 48,7         | Lothar Ibrügger      | SPD    |              |
| 1998 | 52,9         | Lothar Ibrügger      | SPD    |              |
| 2002 | 49,7         | Lothar Ibrügger      | SPD    |              |
| 2005 | 47,5         | Lothar Ibrügger      | SPD    |              |
| 2009 |              | Steffen Kampeter     | CDU    | 42,5         |
| 2013 | 41,1         | Steffen Kampeter     | CDU    |              |
| 2017 |              | Achim Post           | SPD    | 37,4         |
| 2021 | 38,4         | Achim Post           | SPD    |              |
| 2025 |              | Oliver Vogt          | CDU    | 32,1         |

## Wahlergebnisse

### Bundestagswahl 2025
Oliver Vogt gewann das Direktmandat im Wahlkreis Minden-Lübbecke I mit 32,1 % der Stimmen, vor der SPD, die den Wahlkreis bisher sicher behaupteten. Dessen bisheriger Kandidat Achim Post hatte angekündigt, nicht mehr zu kandidieren. Der neue SPD Kandidat Fabian Golanowsky gelang es den zweiten Platz vor der AfD zu behaupten. Über die Landesliste ihrer Partei wurde Schahina Gambir gewählt.
| Kandidaten                                             | Parteien/Listen     | Erststimmen | Erststimmen | Zweitstimmen | Zweitstimmen |
| Kandidaten                                             | Parteien/Listen     | Stimmen     | %           | Stimmen      | %            |
| ------------------------------------------------------ | ------------------- | ----------- | ----------- | ------------ | ------------ |
| Fabian Golanowsky                                      | SPD                 | 39.931      | 24,7        | 35.926       | 22,1         |
| Oliver Vogtgewählt im WK                               | CDU                 | 51.975      | 32,1        | 44.594       | 27,5         |
| Schahina Gambir                                        | GRÜNE               | 15.008      | 9,3         | 15.389       | 9,5          |
| Frank Schäffler                                        | FDP                 | 5.432       | 3,4         | 6.784        | 4,2          |
| Thomas Röckemann                                       | AfD                 | 35.399      | 21,9        | 35.284       | 21,8         |
| Dominik Goertz                                         | Die Linke           | 9.061       | 5,6         | 10.761       | 6,6          |
| –                                                      | Tierschutzpartei    | –           | –           | 1.772        | 1,1          |
| –                                                      | Die PARTEI          | –           | –           | 977          | 0,6          |
| –                                                      | dieBasis            | –           | –           | 457          | 0,3          |
| –                                                      | Team Todenhöfer     | –           | –           | 229          | 0,1          |
| Frank Busse                                            | FREIE WÄHLER        | 2.975       | 1,8         | 1.319        | 0,8          |
| Christian Fried                                        | Volt                | 1.246       | 0,8         | 636          | 0,4          |
| –                                                      | MLPD                | –           | –           | 25           | 0,0          |
| –                                                      | PdF                 | –           | –           | 302          | 0,2          |
| –                                                      | BÜNDNIS DEUTSCHLAND | –           | –           | 226          | 0,1          |
| –                                                      | BSW                 | –           | –           | 7.252        | 4,5          |
| –                                                      | MERA25              | –           | –           | 36           | 0,0          |
| Frank Hägermann                                        | WerteUnion          | 665         | 0,4         | 260          | 0,2          |
| Gesamt                                                 | Gesamt              | 161.692     | 100         | 162.219      | 100          |
|                                                        |                     |             |             |              |              |
| Ungültige Stimmen                                      | Ungültige Stimmen   | 1.731       | 1,1         | 1.204        | 0,7          |
| Wähler                                                 | Wähler              | 163.423     | 82,1        | 163.423      | 82,1         |
| Wahlberechtigte                                        | Wahlberechtigte     | 199.147     |             | 199.147      |              |
|                                                        |                     |             |             |              |              |
| Quellen: Die Bundeswahlleiterin, Kandidaten – Ergebnis |                     |             |             |              |              |

### Bundestagswahl 2021
| Kandidaten                                            | Kandidaten              | Parteien/Listen      | Erststimmen | Erststimmen | Zweitstimmen | Zweitstimmen |
| Kandidaten                                            | Kandidaten              | Parteien/Listen      | Stimmen     | %           | Stimmen      | %            |
| ----------------------------------------------------- | ----------------------- | -------------------- | ----------- | ----------- | ------------ | ------------ |
|                                                       | Oliver Vogt             | CDU                  | 39.679      | 26,2        | 35.814       | 23,6         |
|                                                       | Achim Postgewählt im WK | SPD                  | 58.168      | 38,4        | 49.351       | 32,6         |
|                                                       | Frank Schäffler         | FDP                  | 12.494      | 8,2         | 17.486       | 11,5         |
|                                                       | Sebastian Landwehr      | AfD                  | 13.445      | 8,9         | 13.892       | 9,2          |
|                                                       | Schahina Gambir         | GRÜNE                | 15.886      | 10,5        | 19.762       | 13,0         |
|                                                       | Jule Kegel              | DIE LINKE            | 3.940       | 2,6         | 4.857        | 3,2          |
|                                                       | Sebastian Peter Schmitz | Die PARTEI           | 2.648       | 1,7         | 1.743        | 1,1          |
|                                                       | –                       | Tierschutzpartei     | –           | –           | 1.838        | 1,2          |
|                                                       | –                       | PIRATEN              | –           | –           | 542          | 0,4          |
|                                                       | Michael Müller          | FREIE WÄHLER         | 2.098       | 1,4         | 1.378        | 0,9          |
|                                                       | –                       | NPD                  | –           | –           | 132          | 0,1          |
|                                                       | –                       | ÖDP                  | –           | –           | 102          | 0,1          |
|                                                       | –                       | V-Partei³            | –           | –           | 73           | 0,0          |
|                                                       | –                       | Gesundheitsforschung | –           | –           | 171          | 0,1          |
|                                                       | –                       | MLPD                 | –           | –           | 23           | 0,0          |
|                                                       | –                       | Die Humanisten       | –           | –           | 132          | 0,1          |
|                                                       | –                       | DKP                  | –           | –           | 24           | 0,0          |
|                                                       | –                       | SGP                  | –           | –           | 13           | 0,0          |
|                                                       | Stephan Lorenzen        | dieBasis             | 1.974       | 1,3         | 2.050        | 1,4          |
|                                                       | Dietrich Janzen         | Bündnis C            | 1.184       | 0,8         | 1.050        | 0,7          |
|                                                       | –                       | du.                  | –           | –           | 93           | 0,1          |
|                                                       | –                       | LIEBE                | –           | –           | 187          | 0,1          |
|                                                       | –                       | LKR                  | –           | –           | 30           | 0,0          |
|                                                       | –                       | PdF                  | –           | –           | 45           | 0,0          |
|                                                       | –                       | LfK                  | –           | –           | 164          | 0,1          |
|                                                       | –                       | Team Todenhöfer      | –           | –           | 394          | 0,3          |
|                                                       | –                       | Volt                 | –           | –           | 226          | 0,1          |
| Gesamt                                                | Gesamt                  | Gesamt               | 151.516     | 100         | 151.572      | 100          |
|                                                       |                         |                      |             |             |              |              |
| Ungültige Stimmen                                     | Ungültige Stimmen       | Ungültige Stimmen    | 1.419       | 0,9         | 1.363        | 0,9          |
| Wähler                                                | Wähler                  | Wähler               | 152.935     | 75,8        | 152.935      | 75,8         |
| Wahlberechtigte                                       | Wahlberechtigte         | Wahlberechtigte      | 201.888     |             | 201.888      |              |
|                                                       |                         |                      |             |             |              |              |
| Quellen: Die Bundeswahlleiterin, Kandidaten – Stimmen |                         |                      |             |             |              |              |

### Bundestagswahl 2017
| Direktkandidat          | Partei           | Erststimmen in % | Zweitstimmen in % |
| ----------------------- | ---------------- | ---------------- | ----------------- |
| Oliver Vogt             | CDU              | 35,5             | 32,8              |
| Achim Post              | SPD              | 37,4             | 29,4              |
| Jana Sasse              | GRÜNE            | 4,9              | 6,4               |
| Sebastian Jerry Neumann | DIE LINKE        | 5,3              | 6,3               |
| Frank Schäffler         | FDP              | 7,1              | 11,3              |
| Jürgen Sprick           | AfD              | 9,9              | 10,6              |
| –                       | PIRATEN          | –                | 0,4               |
| –                       | NPD              | –                | 0,2               |
| –                       | Die PARTEI       | –                | 0,7               |
| –                       | FREIE WÄHLER     | –                | 0,3               |
| –                       | Volksabstimmung  | –                | 0,1               |
| –                       | ödp              | –                | 0,1               |
| –                       | MLPD             | –                | 0,0               |
| –                       | SGP              | –                | 0,0               |
| –                       | AD-Demokraten    | –                | 0,2               |
| –                       | BGE              | –                | 0,1               |
| –                       | DiB              | –                | 0,1               |
| –                       | DM               | –                | 0,1               |
| –                       | Die Humanisten   | –                | 0,1               |
| –                       | Tierschutzpartei | –                | 0,1               |
| –                       | V-Partei³        | –                | 0,1               |

### Bundestagswahl 2013
| Direktkandidat    | Partei                | Erststimmen in % | Zweitstimmen in % |
| ----------------- | --------------------- | ---------------- | ----------------- |
| Steffen Kampeter  | CDU                   | 46,3             | 41,1              |
| Achim Post        | SPD                   | 40,5             | 34,4              |
| Burghard Grote    | Bündnis 90/Die Grünen | 4,1              | 7,3               |
| Nadja Bühren      | Die Linke.            | 4,1              | 4,9               |
| Andreas Eickmeier | FDP                   | 1,9              | 4,6               |
| Alexander Jäger   | PIRATEN               | 2,6              | 2,0               |
| –                 | AfD                   | –                | 3,6               |
| Thomas Gattner    | Freie Wähler          | 0,4              | 0,2               |

Der unterlegene Kandidat Achim Post konnte über die Landesliste seiner Partei in den 18. Deutschen Bundestag einziehen.

### Bundestagswahl 2009
| Direktkandidat    | Partei               | Erststimmen in % | Zweitstimmen in % | Bundestagswahl 2005 Zweitstimmen in % |
| ----------------- | -------------------- | ---------------- | ----------------- | ------------------------------------- |
| Achim Post        | SPD                  | 39,6             | 32,5              | 41,0                                  |
| Steffen Kampeter  | CDU                  | 42,5             | 35,6              | 34,8                                  |
| Andreas Eickmeier | FDP                  | 6,6              | 12,4              | 9,6                                   |
| Uwe Lämmel        | GRÜNE                | 5,3              | 7,9               | 6,2                                   |
| Luzian Junkereit  | Die Linke            | 6,1              | 7,1               | 4,9                                   |
| –                 | NPD                  | –                | 0,6               | 0,8                                   |
| –                 | Die Tierschutzpartei | –                | 0,5               | 0,4                                   |
| –                 | Familie              | –                | 0,6               | 0,6                                   |
| –                 | REP                  | –                | 0,5               | 0,5                                   |
| –                 | Volksabstimmung      | –                | 0,1               | 0,1                                   |
| –                 | MLPD                 | –                | 0,0               | 0,0                                   |
| –                 | PSG                  | –                | 0,0               | 0,0                                   |
| –                 | Zentrum              | –                | 0,0               | 0,0                                   |
| –                 | BüSo                 | –                | 0,0               | 0,0                                   |
| –                 | DVU                  | –                | 0,1               | –                                     |
| –                 | ödp                  | –                | 0,1               | –                                     |
| –                 | PIRATEN              | –                | 1,6               | –                                     |
| –                 | RRP                  | –                | 0,1               | –                                     |
| –                 | RENTNER              | –                | 0,3               | –                                     |

Damit gewann bei der Bundestagswahl 2009 Steffen Kampeter erstmals für die CDU das Direktmandat im Wahlkreis Minden-Lübbecke I.

### Bundestagswahl 2005
| Direktkandidat       | Partei               | Erststimmen in % | Zweitstimmen in % | Bundestagswahl 2002 Zweitstimmen in % |
| -------------------- | -------------------- | ---------------- | ----------------- | ------------------------------------- |
| Lothar Ibrügger      | SPD                  | 47,5             | 41,0              | 44,8                                  |
| Steffen Kampeter     | CDU                  | 40,8             | 34,8              | 34,8                                  |
| Dirk Schattschneider | FDP                  | 3,6              | 9,6               | 9,3                                   |
| Heinrich Stenau      | GRÜNE                | 2,5              | 6,2               | 7,0                                   |
| Lutz Schmelzer       | Die Linke.           | 3,6              | 4,9               | 0,9                                   |
| –                    | REP                  | –                | 0,5               | 0,5                                   |
| –                    | Die Tierschutzpartei | –                | 0,4               | 0,3                                   |
| Rainer Müller        | NPD                  | 1,0              | 0,8               | 0,2                                   |
| Heinrich Oldenburg   | Familie              | 0,9              | 0,6               | 0,3                                   |
| –                    | GRAUE                | –                | 0,2               | 0,1                                   |
| –                    | PBC                  | –                | 0,8               | 0,6                                   |
| –                    | Zentrum              | –                | 0,0               | 0,0                                   |
| –                    | BüSo                 | –                | 0,0               | 0,0                                   |
| –                    | Deutschland          | –                | 0,1               | –                                     |
| –                    | MLPD                 | –                | 0,0               | –                                     |
| –                    | PSG                  | –                | 0,0               | –                                     |